# Florin Arteni
Florin Nicolae Arteni-Fîntînariu (* 6. März 2001 in Suceava) ist ein rumänischer Ruderer. Er gewann bis 2024 vier Silbermedaillen und eine Bronzemedaille bei Europameisterschaften.

## Sportliche Karriere
Bei den Junioren-Weltmeisterschaften 2018 siegte Arteni zusammen mit Alexandru Danciu im Zweier ohne Steuermann vor den Deutschen und den Kroaten. Zwei Monate später bei den Olympischen Jugendspielen in Buenos Aires siegte der italienische Zweier mit 0,25 Sekunden Vorsprung vor den beiden Rumänen. 2019 bei den Junioren-Weltmeisterschaften in Tokio trat Arteni zusammen mit Alexandru Gherasim im Zweier an, die beiden gewannen mit fast drei Sekunden Vorsprung vor den zweitplatzierten Italienern.
2020 ruderte Arteni mit dem Achter auf den zweiten Platz bei den Europameisterschaften in Posen mit fast zwei Sekunden Rückstand auf den Deutschland-Achter. Im Jahr darauf belegte der rumänische Achter bei den Europameisterschaften 2021 in Varese den zweiten Platz, eine halbe Sekunde hinter den Briten. Bei den Olympischen Spielen in Tokio erreichte der rumänische Achter das Ziel im Vorlauf vor den Australiern. Im Hoffnungslauf kam das Boot hinter den Australiern über die Ziellinie, die Rumänen belegten den siebten Platz.
2022 belegte Arteni bei den U23-Weltmeisterschaften den vierten Platz im Vierer ohne Steuermann. Bei den Europameisterschaften in München wurde Arteni Fünfter mit dem rumänischen Achter. Es folgte der sechste Platz bei den Weltmeisterschaften in Račice u Štětí. 2023 bei den Europameisterschaften in Bled wurde die rumänische Crew im Achter Zweite 0,05 Sekunden hinter den Briten. Arteni trat mit Ciprian Tudosă auch im Doppelzweier an, die beiden gewannen das B-Finale und wurden damit Siebte der Gesamtwertung. Bei den Weltmeisterschaften in Belgrad trat Arteni nur im Doppelzweier an und belegte zusammen mit Tudosă auch hier den siebten Platz. Damit erreichte das Boot die Qualifikation für die Olympischen Spiele 2024. Im April 2024 bei den Europameisterschaften in Szeged erreichte der rumänische Achter das Ziel hinter den Briten und den Deutschen, aber sechs Sekunden vor den viertplatzierten Italienern. Zusammen mit Florin Lehaci trat Arteni auch im Zweier ohne Steuermann an, die beiden gewannen die Silbermedaille hinter den Briten. Auch bei den Olympischen Spielen 2024 in Paris traten Lehaci und Arteni in beiden Bootsklassen an. Sie wurden Vierte im Zweier und Fünfte im Achter.